# Setellia peruana
Setellia peruana är en tvåvingeart som beskrevs av Willi Hennig 1937. Setellia peruana ingår i släktet Setellia och familjen Richardiidae.
Artens utbredningsområde är Peru. Inga underarter finns listade i Catalogue of Life.